# Kościół Wniebowzięcia Najświętszej Maryi Panny w Trzebiechowie
Kościół pw. Wniebowzięcia Najświętszej Maryi Panny w Trzebiechowie – rzymskokatolicki kościół parafialny w Trzebiechowie, w gminie Trzebiechów, w powiecie zielonogórskim, w województwie lubuskim. Mieści się przy Alei Lipowej. Należy do dekanatu Sulechów. 

## Historia
Świątynia została wzniesiona w 1840 w stylu neoklasycystycznym według projektu niemieckiego architekta Johanna Gottlieba Schlaetzera według rysu jego nauczyciela Karla Friedricha Schinkela.

### Po II wojnie światowej
Do 1945 roku była to świątynia protestancka. Następnie został przejęty przez katolików i był kościołem filialnym parafii Nawiedzenia Najświętszej Maryi Panny w Klenicy. Od 1987 samodzielny kościół parafialny.

## Architektura
Budowla o jednej nawie, wybudowana z cegły na planie prostokąta. Prezbiterium jest zwrócone w stronę południową, natomiast kwadratowa wieża - w stronę północną. Główne wejście prowadzi przez wieżę i jest ozdobione portalem, a wnętrze świątyni otoczone jest emporami podpartymi przez kolumny. Kościół posiada zabytkowe organy. 